# Stanfordzki eksperyment więzienny
Stanfordzki eksperyment więzienny (ang. Stanford Prison Experiment) – kontrowersyjny projekt badawczy, który miał za zadanie zbadać psychologiczne efekty symulacji życia więziennego. Przeprowadziła go grupa psychologów Uniwersytetu Stanforda pod przewodnictwem Philipa Zimbardo w 1971 roku w piwnicy wydziału psychologii w Stanfordzie. Wyniki eksperymentu były szeroko cytowane jako dowód na to, jak szybko ludzie mogą przyjmować role oprawców lub ofiar, jednak metody badania, jego etyczność oraz wiarygodność wyników zostały później poddane ostrej krytyce przez środowisko naukowe.

## Opis eksperymentu[6]

### Ogłoszenie
W lokalnej gazecie pojawiło się ogłoszenie, w którym oferowano $15 za dzień udziału w eksperymencie (ok. $86 po uwzględnieniu inflacji). Ponad 70 ochotników przebadano i wybierano tych, którzy m.in. nie mieli kryminalnej przeszłości (a więc i nie przebywali w więzieniu) oraz nie byli uzależnieni od narkotyków, a także byli w pełni zdrowi psychicznie. Ostatecznie wytypowano spośród nich 24 studentów z Kanady i Stanów Zjednoczonych.

### Przygotowanie
Piwnice wydziału psychologii uniwersytetu Stanforda przerobiono na więzienie w oparciu o opinie byłych więźniów i personelu więziennego. Wymieniono w tym celu drzwi trzech sal, zastępując je stalowymi kratami. Końce 9-metrowego korytarza, stanowiącego „główny dziedziniec”, zabito deskami. Urządzono również trzy inne pomieszczenia: przebieralnię dla strażników, pokój wartownika oraz biuro dyrektora więzienia. Przełożonym obiektu został sam Zimbardo, co jak sam później stwierdził: „było poważnym błędem w założeniach” i zaangażowało go zbyt emocjonalnie w eksperyment.
Obraz rejestrowała kamera umieszczona w otworze na jednym z końców głównego korytarza. Rozmowy więźniów były podsłuchiwane. Więzienie pozbawione było okien i zegarów.
Strażnikom pozwolono wybrać umundurowanie i wyposażenie w pobliskim sklepie militarnym (ten zabieg miał silniej związać tę część uczestników z nowym więzieniem). Zdecydowali się oni na koszule w kolorze khaki, pałki policyjne i ciemne okulary przeciwsłoneczne, uniemożliwiające kontakt wzrokowy. Zimbardo nie poinstruował dokładnie strażników, jak powinni się zachowywać – wskazywał jedynie na konieczność pozbawienia więźniów prywatności oraz odebrania im podstawowych praw. Zakazał także używania bezpośredniej przemocy fizycznej – strażnicy mieli zakaz uderzania więźniów, a pałka, którą mieli przy sobie, miała pozostać jedynie symbolem władzy. Poinformowano ich także, że w razie ucieczki więźniów eksperyment dobiegnie końca. Reszta pozostawała w ich gestii. 
9 strażników pracowało trójkami w czasie ośmiogodzinnych zmian (z możliwością wezwania wsparcia). Trzy cele mieściły po trzech więźniów. Pozostali uczestnicy mieli zostać wezwani w razie potrzeby.
Uczestnicy eksperymentu zostali poinformowani, że w razie wytypowania ich na więźniów będą otrzymywali minimalne racje żywnościowe a część ich praw obywatelskich zostanie ograniczona.

### Zatrzymanie
W pierwszym dniu eksperymentu nieświadomi uczestnicy projektu (więźniowie) zostali aresztowani przez policję we własnych domach. Przedstawiono im zarzuty (napad z bronią w ręku i włamanie), odczytano prawa i skutych kajdankami odwieziono do pobliskiego komisariatu (policja zgodziła się współpracować z badaczami). Na miejscu ich spisano, zdjęto odciski palców i zamknięto w celi, przewiązując uprzednio oczy.
„Więźniowie” zostali odeskortowani do „uniwersyteckiego więzienia”, gdzie po przywitaniu przez naczelnika i powtórzeniu ciążących na nich zarzutów, zostali dokładnie przeszukani i rozebrani do naga. Następnie poddano ich procesowi odwszenia za pomocą aerozolu.

### Zasady panujące w więzieniu
Skazańcy zostali ubrani w długie białe koszule z numerem identyfikacyjnym po obu stronach. Do prawej stopy każdego z nich umocowano łańcuch zapięty na kłódkę. Czapkę stanowiła damska pończocha. Przygotowany w ten sposób strój miał ich upokorzyć i maksymalnie ujednolicić.
Więźniowie musieli zwracać się do strażników formułą „Panie oficerze penitencjarny”, a do siebie jedynie po numerze identyfikacyjnym. Aby utrwalić je w ich pamięci, strażnicy organizowali kilkakrotnie w ciągu pierwszego dnia eksperymentu liczne „odliczania”. Początkowo więźniowie nie traktowali ich poważnie, manifestując przy tym chętnie swoją niezależność. Strażnicy nie byli jeszcze zdolni zmusić ich do posłuszeństwa. Jak sami wspominali po eksperymencie, w pierwszym dniu byli zdezorientowani i zbytnio nie wiedzieli jak postępować. Popularną formą karania przez strażników były pompki. Pozornie niegroźne, stały się z czasem metodą poniżania więźniów (zwłaszcza, kiedy strażnik stawiał nogę na odbywającym karę, albo kazał na nim siadać innemu więźniowi).

### Bunt i jego konsekwencje
Drugiego dnia eksperymentu wybuchł bunt. Więźniowie zabarykadowali się w celach, zdjęli czepki i zerwali numery identyfikacyjne. Zaczęli drwić ze strażników. Ci wezwali do pomocy nocną zmianę i razem potraktowali skazańców dwutlenkiem węgla z gaśnicy. Zszokowani więźniowie zostali rozebrani, ich łóżka wystawiono na korytarz, a inicjatorów buntu zamknięto w karcerze. Innych zmuszono do robienia pompek, odmówiono im posiłków i poduszek.
Strażnicy wyciągnęli wnioski z minionych zdarzeń i zgodnie z sugestią jednego z nich, postanowili „podejść więźniów psychologicznie, a nie fizycznie”. W tym celu stworzono specjalną „celę uprzywilejowanych”, w której znalazły się łóżka i koce, lepsze posiłki (spożywane w obecności pozostałych, którym tymczasowo zakazano jeść) i odebrane uprzednio ubrania. Ponadto uprzywilejowani mogli myć zęby i brać kąpiele.
Po połowie dnia „uprzywilejowanych” wysłano z powrotem do zwykłych cel, a na ich miejsce wprowadzono niektórych z inicjatorów buntu. Więźniowie poczuli się zdezorientowani. Pojawiły się spekulacje o współpracy „uprzywilejowanych” ze strażnikami. Relacje w poszczególnych grupach zupełnie się zmieniły. Strażnicy zjednoczyli się w obliczu zagrożenia, solidarność więźniów uległa skruszeniu.
Strażnicy zaczęli traktować więźniów znacznie surowiej. Możliwość wyjścia do toalety zależała od ich humoru. Po godzinie 22 więźniowie korzystali z wiader pozostawionych w celach, których czasem nie pozwalano im opróżniać. Strażnicy wykazywali się szczególną bezwzględnością po zmroku, myśląc że nie są obserwowani przez badaczy.

### Więzień nr 8612
Po 36 godzinach eksperymentu więzień o numerze 8612 zaczął wykazywać szereg niepokojących objawów. Na zmianę zachowywał się agresywnie i wybuchał płaczem, miał „zdezorganizowany sposób myślenia”. Strażnicy i naukowcy podejrzewali go o próbę oszustwa. Badający go specjalista zaproponował mu bycie informatorem w zamian za łagodniejsze traktowanie przez strażników. 8612 miał przemyśleć tę propozycję.
Podczas następnego odliczania więzień powiedział do pozostałych: „nie możecie stąd wyjść, nie da się przerwać eksperymentu”. Później stracił nad sobą panowanie: krzyczał i przeklinał. Dopiero wtedy badacze postanowili go wypuścić. Wśród więźniów umocniło się przekonanie, że to nie eksperyment, tylko prawdziwe więzienie.

### Odwiedziny
Następnego dnia urządzono odwiedziny dla rodziny i przyjaciół. Aby sprawić dobre wrażenie, wyczyszczono całe więzienie, więźniom pozwolono się umyć i zjeść obfity posiłek, a nawet włączono przyjemną muzykę przez interkom. Dla wzmocnienia pozytywnego efektu przyjmowaniem gości zajmowała się cheerleaderka ze Stanford, Susie Phillips.
Przybyli musieli znieść szereg niedogodności przed zobaczeniem się z bliskim: zezwolenie wydawał każdorazowo naczelnik więzienia (Zimbardo), na spotkanie trzeba było czekać około pół godziny, wizyty były ograniczone do 10 minut, mogły w nich uczestniczyć tylko 2 osoby i przebiegały w obecności strażnika. Część odwiedzających zwróciła uwagę na zły stan swoich bliskich, ale pod wpływem autorytetu organizatorów eksperymentu rezygnowali z jakichkolwiek działań.

### Plan ucieczki
Jeden ze strażników podsłuchał więźniów omawiających plan ucieczki. Zgodnie z nim wypuszczony wcześniejszej nocy nr 8612 miał zebrać kilku przyjaciół, wtargnąć do więzienia i uwolnić pozostałych. Naukowcy i strażnicy postanowili udaremnić mu ten plan za wszelką cenę.
Pierwszym krokiem było umieszczenie na miejscu nr 8612 nowego więźnia, który był współpracownikiem i informatorem „władzy”. Następnie Zimbardo zgłosił się do miejscowej policji z prośbą o przeniesienie więźniów do prawdziwego więzienia. Prośba została jednak odrzucona. Ostatecznie zdecydowano się rozebrać wszystkich więźniów, założyć im na głowy worki, skuć razem i przetransportować do magazynu, gdzie mieli przeczekać „włamanie”. Zimbardo liczył, że „włamywacze” zastaną na miejscu tylko tego, który obwieści im, że eksperyment dobiegł końca i wówczas wszyscy zostaną zwolnieni. Później praca więzienia miała wrócić do normy. Rozważano również zwabienie byłego więźnia nr 8612 i jego ponownie aresztowanie, tłumacząc to „fałszywymi przesłankami” wcześniejszego zwolnienia.
Ostatecznie nikt nie wtargnął do więzienia. Odwiedził go natomiast Gordon Bower, współlokator Zimbardo z czasów na Uniwersytecie Yale, który chciał przyjrzeć się wynikom eksperymentu. Zasugerował on Zimbardo, że całe przedsięwzięcie odbiega od obiektywizmu i za bardzo angażuje emocjonalnie jego organizatorów. Zimbardo docenił jego spostrzeżenie, jednak znacznie później.

### Zemsta
Po niedoszłym włamaniu strażnicy nasilili prześladowania wobec więźniów. Zmuszano ich do czyszczenia muszli toaletowych gołymi rękoma, robienia pompek, pajacyków i odliczeń, które przeciągały się nawet do kilku godzin.

### Wizyta księdza
W celu zbadania wpływu stworzonej atmosfery na więźniów, naukowcy zaprosili do współpracy katolickiego księdza, byłego kapelana więziennego. Odbył on osobiste spotkanie z niemal każdym z więźniów. Połowa z nich przedstawiła się swoim numerem identyfikacyjnym.
Więzień nr 819 nie chciał widzieć się z księdzem, prosząc natomiast o wizytę lekarza. Podczas rozmowy z Zimbardo załamał się i wybuchnął płaczem. Równocześnie jeden ze strażników ustawił pozostałych więźniów w szeregu i kazał im głośno powtarzać: „Więzień nr 819 jest złym więźniem. Przez to, co zrobił więzień nr 819, w mojej celi jest bałagan, Panie władzo”. Zgromadzeni wykrzyczeli to zdanie kilkakrotnie. Gdy dotarło ono do uszu więźnia nr 819, ten załamał się po raz kolejny. Pomimo faktu, iż wspomniany więzień był chory, w pełni znając i rozumiejąc ryzyko, jakie wiązałoby się z nieotrzymaniem przez niego pomocy medycznej, chciał kontynuować udział w eksperymencie, aby udowodnić, że nie jest złym więźniem. Uspokoił go dopiero Zimbardo, tłumacząc, że nadal jest to tylko eksperyment naukowy, a nie prawdziwe więzienie.

### Komisja
Następnego dnia część więźniów stanęła przed komisją, która miała rozważyć ich warunkowe zwolnienie. Na jej czele stanął wspomniany wcześniej były więzień i konsultant grupy Zimbardo. Większość więźniów gotowa byłaby zrezygnować z należnych im pieniędzy w zamian za natychmiastowe zwolnienie. Złożone przez nich wnioski o wypuszczenie miały zostać rozpatrzone w bliżej nieokreślonym terminie, na co więźniowie (nieczujący się już zupełnie jak uczestnicy eksperymentu) milcząco wyrazili zgodę.

### Przerwanie
Eksperyment zakończono już szóstego dnia z dwóch powodów. Strażnicy zaczęli dopuszczać się coraz bardziej gorszących praktyk, np. zmuszając więźniów do symulowania aktów homoseksualnych. Ponadto Christina Maslach, późniejsza żona Zimbardo, stanowczo sprzeciwiła się eksperymentowi po tym, jak przeanalizowała jego zgubny wpływ na psychikę więźniów. Była to pierwsza osoba, która zanegowała moralną stronę eksperymentu. To między innymi dzięki jej uwagom, jako osoby niezaangażowanej bezpośrednio w eksperyment, Zimbardo postanowił go przerwać. Jak sam potem twierdził - przez cały okres trwania badań nad behawioryzmem, zachowywał się bardziej jak dyrektor więzienia, niż jak badacz przeprowadzający eksperyment naukowy, dodając również, że zabrakło mu empatii wobec więźniów, których tak nieludzko traktowali strażnicy.
Interwencja Christiny Maslach miała też charakter osobisty. W osobistej rozmowie z Philem Zimbardo zakomunikowała „albo ja albo ten eksperyment”. Był to też czynnik, który istotnie wpłynął na decyzję o przerwaniu eksperymentu oraz na przeanalizowanie zachowań zarówno „więźniów” i „strażników” jak i naukowców prowadzących i obserwujących cały eksperyment.

## Zachowanie uczestników
Typy strażników
Wśród strażników można było wyróżnić trzy podstawowe typy zachowań. Pierwsza grupa była surowa, choć sprawiedliwa. Strażnicy z drugiej grupy starali się nie krzywdzić więźniów i oddawać im „drobne przysługi”. Pozostali natomiast znajdowali satysfakcję w znęcaniu się nad skazańcami, mimo że żaden test osobowości nie wykazywał u nich takich tendencji. Wszystkich strażników łączyło jedno: nie odmawiali wykonania żadnego rozkazu. Najbardziej znienawidzony z nich zyskał sobie miano „Johna Wayne’a”, ze względu na nieugiętość i bezwzględność.
Zachowanie więźniów
Więźniowie radzili sobie na różne sposoby z atmosferą podległości i poniżenia. Początkowo niektórzy z nich przeciwstawiali się i bili ze strażnikami. Czterech więźniów zareagowało załamaniem emocjonalnym, u jednego stres spowodował wysypkę psychosomatyczną. Część stała się „dobrymi więźniami”, którzy wykonywali wszystkie rozkazy strażników. Więźniowie jako grupa zostali całkowicie rozproszeni i zdominowani przez strażników.
Komentarz byłego więźnia nr 416 (2 miesiące po zakończeniu eksperymentu): Zacząłem mieć poczucie, że tracę tożsamość. Tożsamość osoby, którą nazywałem „Clay”, osoby, która kazała mi iść do tego miejsca, osoby, która dała się w tym więzieniu zamknąć – bo to było dla mnie więzienie i nadal jest. Nie uważam, że to eksperyment ani symulacja, bo to po prostu więzienie prowadzone przez psychologów zamiast przez państwo. Zacząłem mieć poczucie, że osoba, którą byłem i która kazała mi iść do więzienia, była mi obca – obca tak bardzo, że w końcu stałem się 416. Naprawdę byłem swoim numerem.

## Cele eksperymentu według Zimbardo
1. Skonfrontowanie tezy o radykalnej zmianie zachowania (skłonności do ogromnego okrucieństwa) zwyczajnych ludzi, kiedy stają się anonimowi i mogą traktować innych przedmiotowo.
2. Zbadanie wpływu otoczenia, autorytetu, solidarności grupowej oraz konkretnej sytuacji na działania jednostek (eksperyment Milgrama).

## Wnioski Zimbardo
Amerykański psycholog tym samym zaobserwował, że ludzie zdrowi psychicznie w specyficznych warunkach mogą z powodzeniem wcielać się w role oprawców i ofiar. Powodów takich zachowań upatruje on nie w zaburzeniach ludzkiej psychiki, lecz we wpływie otoczenia na jednostkę.
Przez następne lata uczestnicy byli obserwowani, przez rok po eksperymencie prowadzono terapie indywidualne oraz grupowe uczestników oraz utrzymywano kontakt telefoniczny i listowny w ciągu następnych 10 lat. Ostatecznie eksperyment nie wpłynął negatywnie na ich życie. Było to spowodowane tym, że zostali poddani terapii, na której dokładnie im wytłumaczono, czego byli uczestnikami i świadkami. Jednostki wyselekcjonowane do eksperymentu były w pełni zdrowe psychicznie, a eksperyment odbył się w jednym miejscu, dzięki czemu badani po jego zakończeniu wyszli ze swoich ról, zdjęli mundury i wrócili do normalnego życia. Starania eksperymentatorów sprawiły, że nie czuli oni winy ani wstydu. Sami uczestnicy przyznali, że pomimo tygodnia spędzonego w nieludzkich warunkach, dowiedzieli się bardzo dużo o sobie i własnej naturze, co dla większości z nich było bardzo pouczające. Ponadto efekty ograniczyły się tylko do samego czasu trwania eksperymentu, a ostatecznie wszyscy przyznali, że to, co przeżyli było jedynie efektem realiów, w jakich się znaleźli, a nie cech ich własnej osobowości.
Wnioskiem z ww. było też spostrzeżenie, że odgrywanie ról społecznych może wpływać na kształtowanie się osobowości jednostki, w szczególności w sytuacji, gdy nie ma ona możliwości zrzucenia schematu roli lub gdy rola społeczna nie pozwala jej na margines swobody postępowania (zaplanowany na dwa tygodnie eksperyment przerwany został już po sześciu dniach ze względu na brutalne zachowania osób, które przyjęły role strażników).

## Późniejsze spostrzeżenia

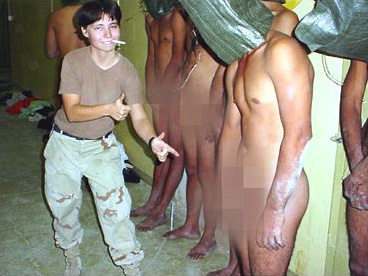
Lynndie England wskazująca na rozebranego więźnia, którego zmuszono do masturbacji w obecności swoich oprawców

Po wydarzeniach znęcania się nad więźniami podczas drugiej wojny w Iraku Zimbardo przypomniał o wyniku swojego eksperymentu, wskazując na warunki więzienne jako szczególnie sprzyjające przemocy.
Podkreślał, że incydentom takim jak wydarzenia w więzieniu Abu Ghraib nie są winni żołnierze, lecz system, który sprawia, że:
- strażnikami są najniżej postawieni ludzie w armii (niedoświadczeni, słabo wyedukowani zawodowo),
- więźniów nadzorują ludzie przez długi czas przebywający w izolacji w podobnych warunkach (rzadko opuszczają mury więzienia, nie mają innych obowiązków),
- zarówno więźniowie jak i strażnicy narażeni są na stres (oddalenie od domu, warunki wojenne),
- strażnicy z braku innych zajęć wymyślają wyrafinowane tortury,
- więźniowie najpierw byli przesłuchiwani przez agentów CIA, którzy jako pierwsi dopuścili się aktów przemocy, co widzieli żołnierze – w wyniku tego włączył się u nich mechanizm obniżenia moralnych barier i poziom przemocy szybko wzrósł,
- zachowania agresywne przejawiają także kobiety, ze względu na fakt, iż stanowią one niewielki procent żołnierzy w armii (muszą wykazać swoją przydatność, udowodnić innym, że są równie odporne, wytrzymałe i brutalne),
- wcześniejsze badania Zimbardo potwierdzają także, że jeśli kobietom zapewni się anonimowość, są zdolne do zadawania ogromnego bólu.

Zimbardo w wypowiedziach na temat tego incydentu sugerował też, że zarówno żołnierzom jak i więźniom potrzebna będzie opieka terapeutyczna, taka jak ta, którą zapewnił uczestnikom swojego eksperymentu, by nie doszło do tragedii i samobójstw, życia w potępieniu przez opinię społeczną, w poczuciu winy za czyny, których to dopuścić może się każdy w takich specyficznych warunkach.

## Krytyka i kontrowersje
Stanfordzki eksperyment więzienny od lat budzi liczne kontrowersje i jest przedmiotem krytyki ze strony środowiska naukowego. Poniżej przedstawiono główne zarzuty:

### Nieetyczne metody badawcze
Eksperyment był krytykowany za brak odpowiednich standardów etycznych. Uczestnicy doświadczali psychicznego i emocjonalnego stresu, a interwencja badaczy była niewystarczająca, by zapobiec szkodom. Philip Zimbardo, pełniąc jednocześnie funkcję kierownika badania i „nadzorcy” więzienia, zaniedbał swoją rolę jako neutralnego obserwatora, co prowadziło do dalszego pogłębiania konfliktów między uczestnikami. "Coraz częściej uznaje się go za nieetycznego w związku z EPCRHP, czyli Zasad etycznych psychologa i kodeksu postepowania (Ethical principles of psychologist and code of conduct), sformułowanych przez Amerykańskie Towarzystwo Psychologiczne (APA)."

### Wpływ oczekiwań badaczy (efekt oczekiwań eksperymentatora)
Krytycy sugerują, że zachowanie uczestników mogło być wynikiem tzw. efektu oczekiwań eksperymentatora. Badacze mogli nieświadomie sugerować uczestnikom, jak powinni się zachowywać, co podważa spontaniczność i autentyczność obserwowanych reakcji. W 2018 roku francuski badacz Thibault Le Texier w swojej książce "Histoire d'un Mensonge" (Historia kłamstwa) argumentował, że zachowanie strażników było bezpośrednio inspirowane instrukcjami Zimbardo, a nie naturalną reakcją na przypisane role. Zimbardo twierdził, że artykuł Le Texiera ma w większości charakter argumentacji ad hominem i ignoruje dostępne dane, które przeczą jego kontrargumentom. Jednak pierwotni uczestnicy wywiadów na potrzeby dokumentu National Geographic „Eksperyment więzienny w Stanford: odkrywanie prawdy” w dużej mierze potwierdzili wiele twierdzeń Le Texiera.

### Brak rzetelności naukowej
Metodologia eksperymentu wzbudza wiele wątpliwości. Brak grupy kontrolnej i niewielka liczba uczestników uniemożliwiają uogólnienie wyników na większą populację. Krytycy podkreślają również, że uczestnicy mogli odgrywać role na podstawie swoich wyobrażeń o strażnikach i więźniach, co dodatkowo obniża wiarygodność badania. Dziś Douglas Korpi, więzień numer 8612 twierdzi, że udawał załamanie psychiczne, aby móc wydostać się z eksperymentu w celu odbycia egzaminów studenckich.  Krytycy wskazują także na nadmierne poleganie zespołu badawczego na intuicji („szybkim myśleniu” według klasyfikacji Daniela Kahnemana), brak niezależnego monitoringu oraz manipulacje narracją, takie jak kontrolowanie wizyty księdza i jego przekazu wobec uczestników. Te nieprawidłowości znacząco wpłynęły na wyniki i ich interpretację. 

### Niepowodzenie w replikacji wyników
Próby powtórzenia eksperymentu, takie jak badanie przeprowadzone przez psychologów Stephena Reichera i Alexandera Haslama we współpracy z BBC w 2002 roku, nie potwierdziły wniosków Zimbardo. W badaniu BBC uczestnicy nie przyjęli automatycznie ról oprawców i ofiar, co sugeruje, że wyniki Stanfordzkiego eksperymentu więziennego mogą nie być uniwersalne. 

### Manipulacja danymi
W 2018 roku ujawniono nagrania i dokumenty sugerujące, że niektóre aspekty eksperymentu zostały zmanipulowane. Na przykład agresywne zachowanie strażników było wynikiem konkretnych wskazówek od Zimbardo, a nie spontanicznej adaptacji do roli. Były więzień i konsultant eksperymentu, Carlo Prescott, przyznał, że metody stosowane przez strażników zostały przez niego zasugerowane, co dodatkowo podważa ich autentyczność.

### Podsumowanie
Mimo że Stanfordzki eksperyment więzienny jest często przywoływany jako ilustracja wpływu przypisanych ról społecznych na zachowanie jednostek, liczne kontrowersje i krytyka podważają jego wartość naukową i etyczną. Współczesne standardy badań psychologicznych wymagają bardziej rygorystycznych procedur etycznych i metodologicznych, aby zapewnić wiarygodność i bezpieczeństwo uczestników. Krytyka eksperymentu zauważa, że jego wyniki mogą bardziej odzwierciedlać wpływ instytucji i zorganizowanych środowisk na zachowanie uczestników, co sugeruje, że zmiana tych struktur może wpłynąć na ich działanie. 

## Podobne eksperymenty
Eksperyment Zimbardo był kilka razy powtarzany. 
W 2002 roku BBC przeprowadziło własne badanie, znane jako BBC Prison Study, które miało na celu replikację warunków Stanfordzkiego eksperymentu więziennego. W eksperymencie tym uczestnicy zostali losowo przydzieleni do ról strażników i więźniów, a całość była monitorowana przez zespół naukowców. W przeciwieństwie do oryginalnego badania, strażnicy nie wykazywali tendencji do nadużywania władzy, a więźniowie nie poddawali się biernie narzuconym rolom. Zamiast tego, więźniowie z czasem zorganizowali się i zakwestionowali autorytet strażników, co doprowadziło do rozpadu hierarchicznej struktury władzy w symulowanym więzieniu. Eksperyment BBC sugeruje, że zachowanie jednostek w takich sytuacjach może być bardziej złożone i zależne od kontekstu, niż wynikało to z wniosków Zimbardo.
W 2005 roku zrobił to polski reżyser Artur Żmijewski. Jego eksperyment miał dużo łagodniejszy przebieg niż eksperyment Zimbardo. Zakończył się „okrągłym stołem” więźniów i strażników, którzy w ten sposób zbuntowali się przeciwko artyście i wszyscy zrezygnowali z dalszego udziału. Zapisem eksperymentu jest film Powtórzenie pokazywany na Biennale Sztuki w Wenecji.
W 1967 roku w Palo Alto w Kalifornii nauczyciel historii w liceum, Ron Jones, wraz ze swoimi uczniami przeprowadził tygodniowy eksperyment (znany jako „The Third Wave”), który pokazał mechanizmy kształtowania się społeczności na wzór państwa totalitarnego.

## Eksperyment w kulturze popularnej
Na podstawie eksperymentu, niemiecki reżyser Oliver Hirschbiegel nakręcił w 2001 film Eksperyment, natomiast w roku 2010 ukazał się amerykański film Eksperyment, którego reżyserem jest Paul Scheuring, a w główne role wcielili się Adrien Brody i Forest Whitaker. W 2015 roku powstał film The Stanford Prison Experiment (w reż. Kyle’a Patricka Alvareza) też oparty na tym eksperymencie. W rolach głównych wystąpili Billy Crudup, Ezra Miller, Michael Angarano, Olivia Thirlby, Tye Sheridan i Nelsan Ellis. Podobny eksperyment przeprowadzili także bohaterowie powieści Wydziedziczeni amerykańskiej pisarki Ursuli Le Guin.

## Inne badania
- Stanley Milgram – badanie dotyczące ślepego posłuszeństwa wobec władzy
- John Michael Steiner – badanie strażników z obozów koncentracyjnych, nazistowskich zbrodniarzy
- BBC Prison Study – badanie replikujące część Eksperymentu Stanfordzkiego[20]